# Újvilági faunabirodalom

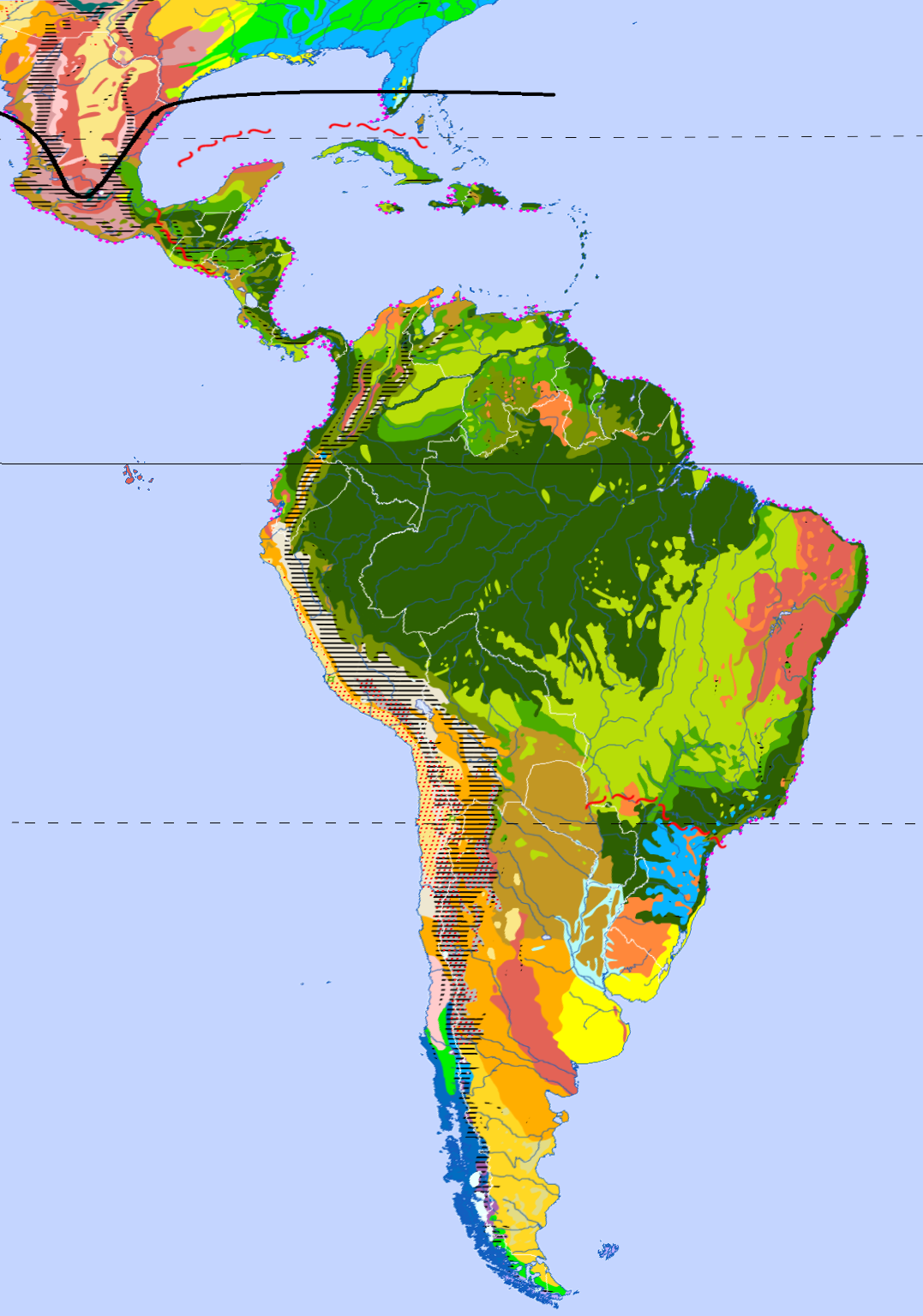
Az állat- és növényföldrajzi felosztást összevonó Neotropis biorégió meghatározó növénytársulásai (német jelkulccsal)

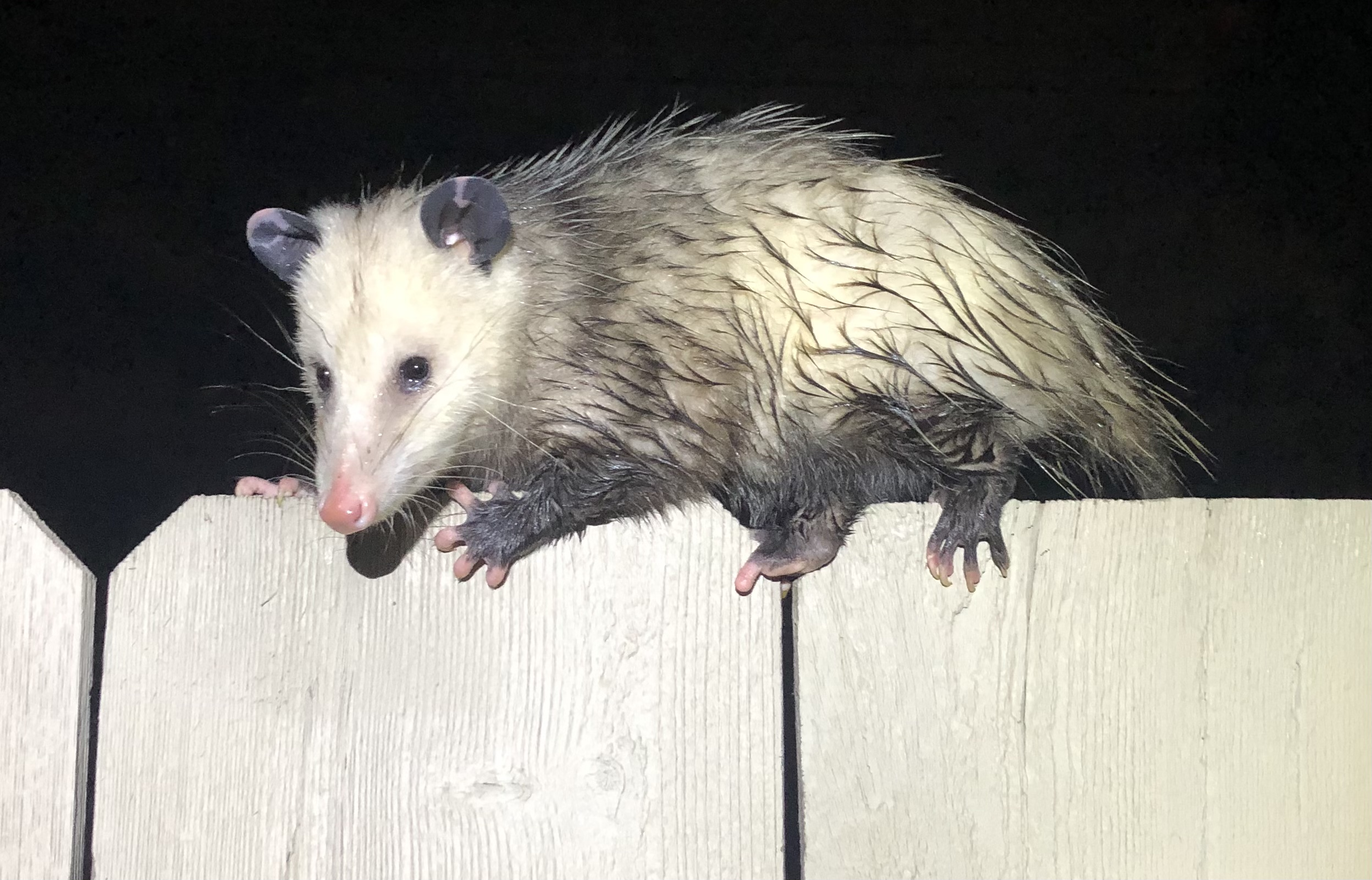
Oposszum

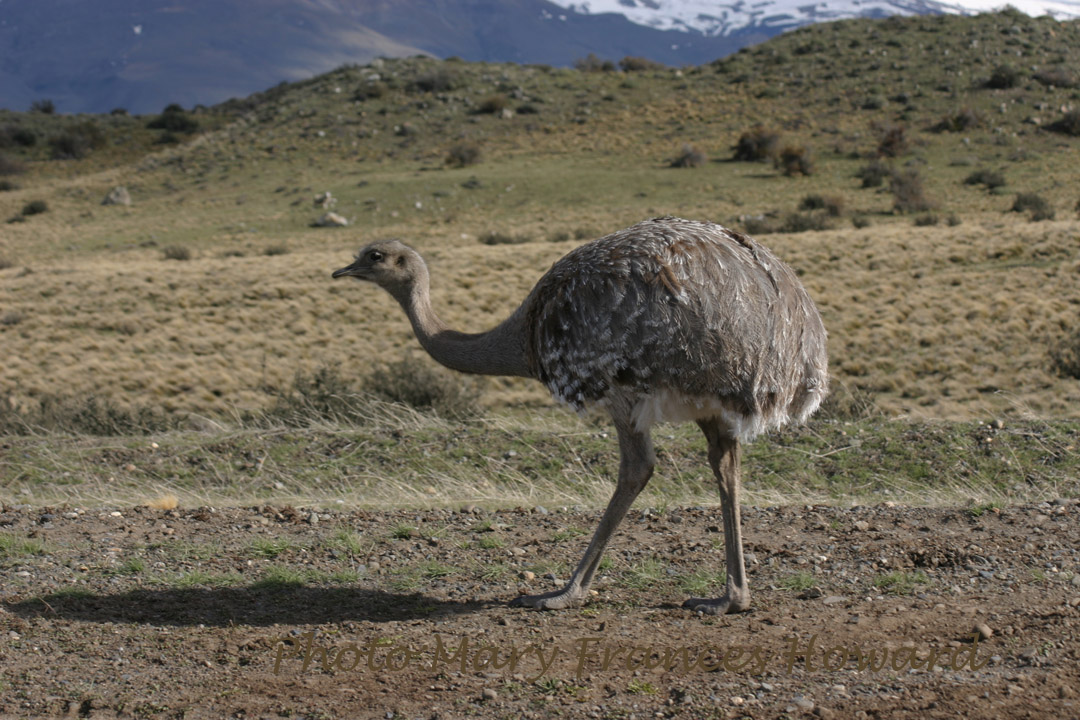
Darwin-nandu (Pterocnemia pennata)

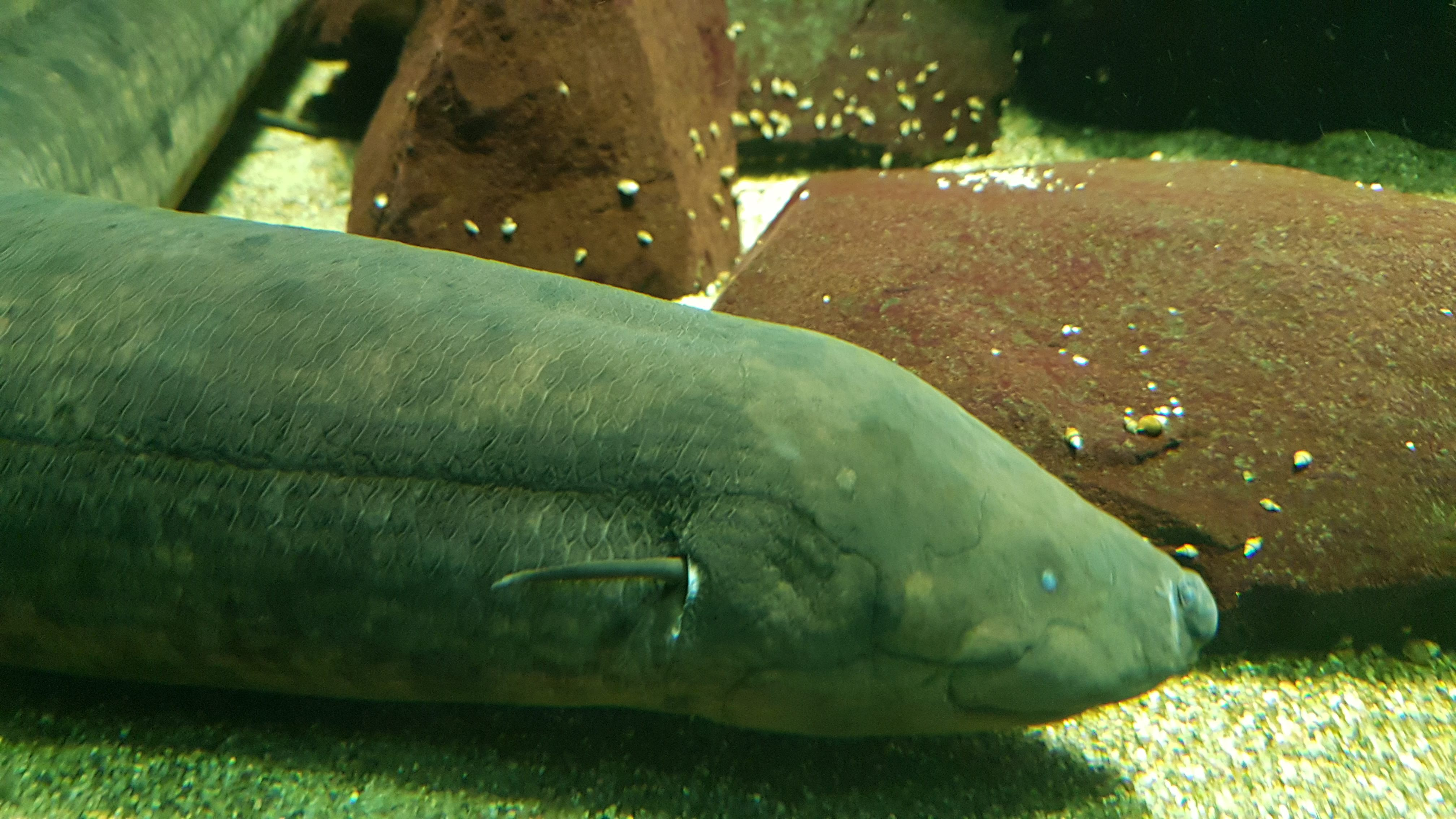
Dél-amerikai gőtehal (Lepidosiren paradoxa)

A Neotropisz és a Nearktisz határvonala Mexikóban

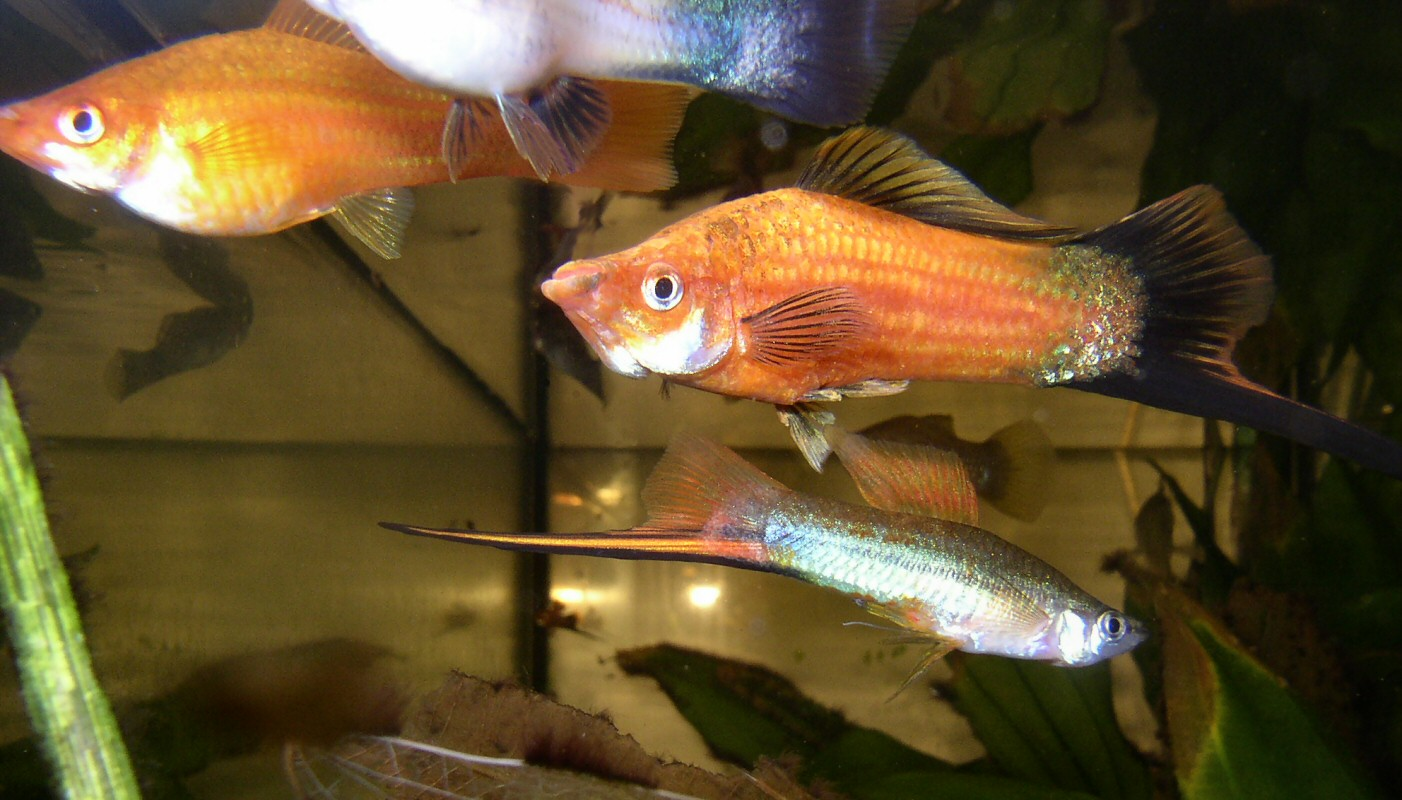
Mexikói kardfarkú hal (Xiphophorus helleri)

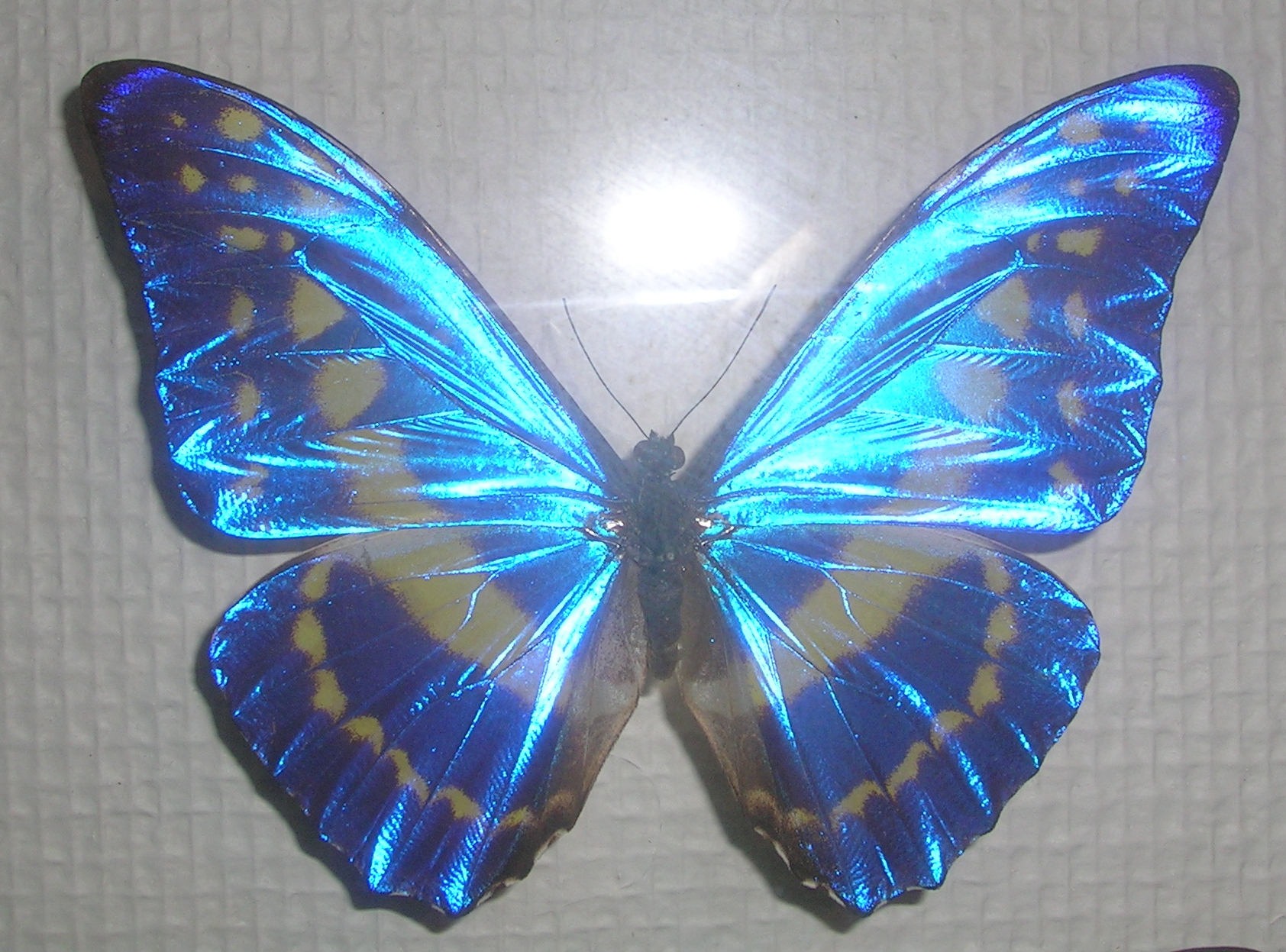
Óriás szivárványos lepke (Morpho cypris)

Az újvilági faunabirodalom (Neogea) a Föld (különböző felosztások szerint) 4–7 faunabirodalmának (állatföldrajzi magasabbegységének) egyike.

## Földrajzi helyzete
Nagyjából a társadalomföldrajzi értelemben vett Latin-Amerikát öleli fel — nemcsak annak kontinentális részét, de a környező szigetcsoportokat:
- a Karib-térséget és
- a Galapagos-szigeteket is.

Rendszerint ide sorolják a Mexikói-fennsík két oldalán húzódó tengermelléki síkságot is. Egyetlen szárazföldi határa északon a Holarktisz nearktikus faunatartománya (más felosztásokban nearktikus faunabirodalom, Nearktisz)  felé fokozatos, egy kisebb átmeneti területtel Mexikó északi részén. Ez a sáv nem azonos Észak- és Dél-Amerika növényföldrajzi egységeinek (pacifikus–észak-amerikai flóraterület, illetve újvilági trópusok flórabirodalma) határával, hanem a Mexikói-fennsík középső részén attól  jóval délebbre öblösödik.
A kontinens legdélibb nyúlványán, a Tűzföldön egy másik keskeny átmeneti zóna választja el az antarktikus faunabirodalomtól (Antarctogea, illetve Archinotis).
Keleti partjait az Atlanti-, a nyugatiakat a Csendes-óceán mossa.

## Területi felosztása
Egyetlen faunaterülete az újvilági faunaterület (Neotroposz, neotropikus faunaterület):
- brazíliai faunatartomány,
- chilei faunatartomány,
- karibi faunatartomány (nyugat-indiai faunatartomány),
- közép-amerikai faunatartomány,
- galapagosi faunatartomány;

## Állatvilága
Ősi állatvilága igen egységes és a többi faunabirodalométól jelentősen különböző volt, mivel hosszú évmilliókig a többi kontinenstől külön fejlődött.

### Kialakulása
Eredeti állatvilágának jellegzetes képviselői az erszényesek (Marsupialia) Ezek valószínűleg a mai Észak-Amerikában fejlődtek ki az akkor még egységes Pangea őskontinensen, és már a kréta időszakban rajzottak ki onnan Európa, illetve Dél-Amerika felé. Ausztráliába az akkor még jégmentes Antarktiszt és Dél-Amerikát összekötő, úgynevezett antarktiszi földhídon, majd az Antarktiszon át jutottak el. A Pangea földarabolódásának eredményeként a mai Dél-Amerika először a Gondwana szuperkontinens része lett, ezután Afrikától mintegy 67 millió éve vált külön. Körülbelül 34–33 millió éve az Antarktisz fokozatosan eljegesedett, ezután Dél-Amerika állatvilága több mint 30 millió éven át a többi kontinenstől teljesen elszigetelten fejlődött. Ez az elszigeteltség mintegy 1,5 millió éve, a pleisztocén időszak előtt szűnt meg, amikor kiemelkedett az Észak- és Dél-Amerikát összekötő Panamai-földnyelv. Egyes, ezen átvonuló erszényes fajok betelepültek Észak-Amerikába, a dél-amerikai erszényes fajok többsége azonban nem bírta a versenyt a délnek nyomuló méhlepényes emlősökkel és kihalt. A fajok délnek, illetve északra vándorlása volt a nagy amerikai faunacsere.

### Sajátosságai
Fentiek okán a Neogea állatvilágában három nagy csoportot különböztethetünk meg:
- az ősi Gondwana faunájának leszármazottait (ezek az Afrika, illetve Ausztrália állatvilágával és az Antarktiszon talált fosszíliákkal közös, illetve rokon taxonok),
- a hosszú elszigetelt fejlődés eredményeként kifejlődött állatcsoportokat és
- a nagy amerikai faunacsere során Észak-Amerikából betelepült fajokat.

1. Ausztrália mellett itt fordulnak elő az ősi típusú sokfogú erszényesek (Marsupialia, Polyprotodontia). Jellegzetes, Észak-Amerikába is áttelepült képviselőik az oposszumok (Didelphyidae).
Szintén a Gondwanában fejlődtek ki a futómadár-szabásúak (Palaeognathae). Dél-amerikai csoportjaik a nandufélék (Rheiformes) és a tinamufélék (Tinamiformes). A Gondwana faunájának képviselői még a tüdőshalak (Dipneusti); dél-amerikai képviselőjük a dél-amerikai gőtehal (Lepidosiren paradoxa).
2. Dél-amerikai emlősrend a vendégízületeseké (Xenarthra) három recens családdal:
- övesállatok vagy tatuk (Dasypodidae),
- lajhárok (Folivora) és
- hangyászok (Vermilingua).

A főemlősök képviselői a szélesorrú majmok (Platyrrhina). Ezen méhlepényesek ősei nem a nagy amerikai faunacserével települtek be, hanem jelenlegi ismereteink szerint Afrikából tutajoztak át a két kontinens különválása után. Hasonlóképpen, tehát még a kréta időszakban, jóval a nagy amerikai faunacsere előtt, tutajozva kerültek át Afrikából Dél-Amerikába az itteni rovarevők és rágcsálók ősei (két csoportban).
A hagyományos rendszertanok szerint vett rovarevőknek (Insectivora) igen kevés faja él a kontinensen; közülük legjellemzőbb a patkányvakondfélék (Solenodontidae) családja.
Az itteni rágcsálók (Rodentia) legtöbb faja a sülszerűek (Hystricomorpha) közül kerül ki. Nevezetesebb képviselőik:
- a tengerimalac (Cavia porcellus),
- az aguti (Dasyprocta aguti),
- a csincsillafélék (Chinchillidae),
- a vízidisznó (Hydrochoerus capybara).

Feltűnően gazdag a faunatartomány madárvilága — mághozzá úgy, hogy a közel 3000 faj mintegy kilenc tizede endemikus. A korábban említett futómadarakon kívül mintegy 30 bennszülött családjukat ismerjük. A legjellegzetesebbek közülük:
- a kolibrifélék (Trochilidae),
- a hokkófélék (Cracidae),
- a hoacinfélék (Opisthocomidae),[3]
- a tukánfélék (borsevő madarak, Rhamphastidae), ezek hatalmas csőrükről nevezetesek; legismertebb képviselőjük az óriástukán (Rhamphastus toco).

A ragadozó madarak közül nevezetesek az újvilági keselyűalakúak (Cathartiformes), mint például a legnagyobb szárazföldi madár, a 2,75 m szárnyfesztávolságú kondorkeselyű (Vultur gryphus) közel azonos méretű királykeselyű (Sarcorhamphus papa).
A faunatartomány hüllőfaunája is igen gazdag. A gyíkok közül a leggyakoribbak a leguánfélék (Iguanidae) mintegy 500 fajjal. Sok az óriáskígyó (Boidae) és a hiányzanak a csörgőkígyó (Crotalus). A krokodilok (Crocodylia) közül gyakoriak voltak a kajmánok, de számuk az intenzív vadászat miatt igen megcsappant.
A kétéltűfauna is gazdag, csak a farkos kétéltűek (Caudata) vannak kevesen. Nagyon változatosak a levelibéka-félék (Hylidae) és a fakúszó békaformák (Dendrobatinae).
Mind közül ennek a kontinensnek a halfaunája a leggazdagabb, mintegy 2700 fajjal. Az akváriumi díszhalak többsége az itt honos fogasponty-alakúak (Cyprinodontiformes) közül kerül ki. Ilyen például a mexikói kardfarkú hal (Xiphophorus helleri) és a guppi (Lebistes reticulatus). A pontylazacfélék (Characidea) közé tartoznak a hírhedt piráják (Pygocentrus spp.), a pontyszerűek (Ostariophysi) közé pedig az elektromos angolna (Electrophorus electricus).
Ugyancsak Dél-Amerika a világ rovarokban leggazdagabb kontinense, pedig még rengeteg faj leíratlan. Itt élnek a világ legnagyobb bogarai, az óriáscincér (Titanus giganteus) és a herkulesbogár (Dynastes hercules), az óriás szivárványos lepke (Morpho cypris) és a góliát madárpók (Theraphosa blondi).
A földigiliszta-alkatúak (Lumbricina) endemikus családja a Glossoscolecidae, amelyben 1,5 m hosszúra növő fajok is előfordulnak (pl. Martiodrilus ischuros, Martiodrilus crassus).
3. A betelepült méhlepényesek fő csoportjai:
- a kutyafélék (Canidae),
- a macskafélék (Felidae) és
- a tevefélék (Camelidae) és
- a tapírfélék (Tapiridae).

A páratlan ujjú patások (Mesaxonia) közül a tapírfélék (Tapiridae) három faja él itt. A páros ujjúak (Paraxonia) közül kiemelendők a pekarifélék (Tayassuidae) és a lámák, amelyek négy faja közül csak kettő él vadon, a guanakó (Lama guanicoe) és a vikunya (Lama vicugna). A közismert láma (Lama lama) valószínűleg a guanakó háziasításának eredménye, az alpaka (Lama pacos) pedig talán a vikunya háziasításának eredménye lehet.